# 1820
1820(천팔백이십)은 1819보다 크고 1821보다 작은 자연수다.

## 수학
- 합성수로, 그 약수는 총 24개다. (1, 2, 4, 5, 7, 10, 13, 14, 20, 26, 28, 35, 52, 65, 70, 91, 130, 140, 182, 260, 364, 455, 910, 1820)
  - 1820의 진약수의 합은 2884이므로, 1820은 과잉수다.
- 35번째 오각수다. 앞의 오각수는 1717, 다음은 1926이다.
- 13번째 오포체수다. 앞의 오포체수는 1365, 다음은 2380이다.
- {\displaystyle 1820=13^{2}+14^{2}+15^{2}+16^{2}+17^{2}+18^{2}+19^{2}}
  - 연속하는 자연수 7개의 제곱합으로 나타낼 수 있으며, 이 성질을 지닌 앞의 수는 1603, 다음 수는 2051이다.
- {\displaystyle 3^{12}-1}은 1820으로 나누어떨어진다.

## 과학
- NGC 1820(영어판): 황새치자리 방향에 있는 산개성단.

## 문화유산
- 대한민국의 보물 제1820호: 서울 옥천암 마애보살좌상

## 기타
- 연도: 1820년, 기원전 1820년
- 1820년대

## 같이 보기
- 1000